# Polyscias murrayi
Polyscias murrayi là một loài thực vật có hoa trong Họ Cuồng cuồng. Loài này được (F.Muell.) Harms miêu tả khoa học đầu tiên năm 1894.